# Mansariella
Mansariella lacustris
Genre
Espèce
Mansariella est un genre de limnoméduses (hydrozoaires) d'eau douce de la famille des Olindiidae représenté par une seule espèce, Mansariella lacustris.

## Systématique
Le genre Mansariella et l'espèce Mansariella lacustris ont été décrits en 1976 par les zoologistes indiens Y. R. Malhotra (d), Pyare Lal Duda (d) et M. K. Jyothi (d).

## Description
Mansariella lacustris mesure jusqu'à 15 mm de diamètre et présente jusqu'à 160 fins tentacules qui, étirés, mesurent jusqu'à 20 mm.
Cette espèce est présente en très grand nombre entre septembre et octobre dans le lac Mansar (d).

## Étymologie
Le nom générique, Mansariella, fait référence au lac Mansar, le lac indien localité type de l'espèce situé dans le Jammu-et-Cachemire.
Son épithète spécifique, du latin lacustris, « des lacs », fait référence à son habitat.

## Publication originale
- (en) Y. R. Malhotra, P. L. Duda et M. K. Jyothi, « Mansariella lacustris, a New Freshwater Medusa from Jammu, India », Current Science, IASc Bengaluru et Current Science Association (d), vol. 45,‎ 5 mars 1976, p. 190–191 (ISSN 0011-3891, OCLC 01565678 et 525476648, JSTOR 24215365).